# Ураний Антонин
Ураний Антонин (Луций Юлий Аврелий Сульпиций Север Ураний Антонин) — римский император-узурпатор в 252(?)-254 годах.
Имел невысокое происхождение и выдвинулся благодаря солдатам на Дунае. Византийский историк Зосим, вероятно, ошибался, утверждая, что Ураний Антонин восстал в правление Гелиогабала и Александра Севера. Об этом узурпаторе известно немного. Он был жрецом Элагабала в Эмесе (др.-греч. Ἔμεσα; современный Хомс в Сирии) в римской провинции Сирия. Его отцом указывают (Юлия) Урания Антонина, нотабля из Эмесы. В 252 году Ураний восстал и удерживал крепость в течение двух лет. Дальнейшая его судьба неизвестна.
Вероятно, Ураний восстал в правление Гелиогабала. Датировка его правления разнится: 217—219 годы, или 249—251 годы, или 252—254 годы. До наших дней дошло несколько монет, где на греческом языке отчеканено имя Урания.